# Javaris Crittenton
Javaris Crittenton (Atlanta, 31 de dezembro de 1987) é um ex-jogador norte-americano de basquete profissional que atuou na  National Basketball Association (NBA). Foi o número 19 do Draft de 2007.
Em 26 de agosto de 2011, Crittenton foi acusado do assassinato de Jullian Jones, uma mãe de quatro filhos de 22 anos. Depois de se declarar culpado de homicídio culposo em 2015, ele foi condenado a 23 anos de prisão.  Atualmente está preso desde 10 de janeiro de 2014.

## Carreira profissional

### Los Angeles Lakers (2007–2008)
Crittenton foi escolhido na 19ª escolha na primeira rodada do Draft da NBA de 2007 pelo Los Angeles Lakers. 

### Memphis Grizzlies (2008)
Em 1 de fevereiro de 2008, Crittenton foi negociado com o Memphis Grizzlies junto com Kwame Brown, Aaron McKie, direitos sobre Marc Gasol e escolhas de primeira rodada para os drafts de 2008 e 2010 por Pau Gasol e uma escolha de segunda rodada do draft de 2010 .  Em 2 de abril de 2008, Crittenton teve um recorde na carreira de 23 pontos em uma vitória por 130-114 sobre o New York Knicks.

### Washington Wizards (2008–2009)
Em 10 de dezembro de 2008, Crittenton fez parte de uma troca de três times que o enviou para o Washington Wizards junto com Mike James do New Orleans Hornets. Em troca, os Wizards enviaram uma escolha condicional de primeira rodada para o Memphis Grizzlies e Antonio Daniels para o Hornets. 
Em dezembro de 2009, Crittenton e o companheiro de equipe Gilbert Arenas se envolveram em um briga no vestiário envolvendo armas de fogo, após terem discutido em jogos de cartas valendo dinheiro nas viagens da franquia. 
Em uma entrevista, o ex-companheiro de equipe de Javaris do Washington Wizards, Caron Butler, afirmou que "nunca se sabe, e essa é a coisa louca" quando questionado se alguém haveria apertado o gatilho no incidente entre Crittenton e Arenas. Em 25 de janeiro de 2010, Crittenton se declarou culpado e recebeu um ano de liberdade condicional por uma acusação de porte de arma ilegal decorrente deste incidente.  Dois dias depois, Crittenton e Arenas foram suspensos pelo resto da temporada pelo comissário da NBA, David Stern.  Ele foi dispensado pelos Wizards após a suspensão, enquanto Arenas voltou ao time.

### Zhejiang Lions (2010)
Em 22 de setembro de 2010, o Charlotte Bobcats assinou um contrato não garantido com o armador.  Eles o liberaram três semanas depois, em 15 de outubro. 
Em dezembro de 2010, Crittenton disputou cinco partidas pelo Zhejiang Lions da Associação Chinesa de Basquete. Ele teve uma média de 25,8 pontos por jogo,  mas voltou aos Estados Unidos depois de apenas algumas semanas.

### Dakota Wizards (2010)
Em fevereiro de 2011, o armador ingressou no Dakota Wizards da NBA D-League, equipe ligada ao Washington Wizards da liga de desenvolvimento da NBA..

## Prisões por assassinato e drogas
Em 26 de agosto de 2011, Crittenton foi acusado do assassinato de Jullian Jones, ocorrido em 19 de agosto, uma mãe de quatro filhos de 22 anos. O Departamento de Polícia de Atlanta indicou que Jones não era o alvo de Javaris; eles acreditavam que Crittenton tinha como alvo uma pessoa que o roubou em abril de 2011. Jones levou um tiro na perna e morreu durante a cirurgia.  O ex-jogador foi preso pelo FBI no Aeroporto John Wayne no Condado de Orange, Califórnia em 29 de agosto, enquanto esperava para embarcar em um voo de volta para Atlanta. Seu advogado afirmou que o único propósito de Crittenton para a viagem a Atlanta era entregar-se para a polícia.   Javaris foi extraditado para Atlanta para ser julgado pelo assassinato. Após a prisão, ele negou qualquer envolvimento.  Crittenton foi libertado sob fiança de US$ 230.000. 
Crittenton e seu primo Douglas Gamble foram oficialmente indiciados em 2 de abril de 2013, em 12 acusações relacionadas à morte de Jones, incluindo acusações de assassinato, homicídio culposo, agressão agravada com arma letal, posse de arma de fogo ilegal durante o cometimento de um crime, perjúrio, tentativa de homicídio e participação em atividades criminosas de gangues de rua. Crittenton supostamente se juntou aos Crips depois de assinar com o Los Angeles Lakers, de acordo com o promotor distrital assistente do condado de Fulton, Gabe Banks. E supostamente também atirou em Demontinez Stephens no início de agosto de 2011.  O alvo em ambos os tiroteios foi Trontavious Stephens, irmão de Demontinez, um membro do ROC Crew, que faz parte dos Bloods, rivais dos Crips. 
Enquanto estava sob fiança pelas acusações de assassinato, o ex-armador dos Wizards foi preso de acordo com uma acusação de 10 de janeiro de 2014 contra ele e outras 13 pessoas acusadas de vender quantidades de vários quilos de cocaína e várias centenas de libras de maconha. Crittenton foi acusado de duas acusações de conspiração para violar a Lei de Substâncias Controladas da Geórgia.
Em 29 de abril de 2015, pouco antes do início de seu julgamento, Crittenton se confessou culpado de homicídio culposo com arma de fogo e agressão agravada com arma de fogo. Ele foi condenado a 23 anos de prisão. 

## Estatísticas da carreira

### NBA
Temporada Regular
| Ano      | Equipe     | PJ  | PT | MPJ  | AP   | 3P   | LL   | RT  | AS  | BR  | TO  | PPJ |
| -------- | ---------- | --- | -- | ---- | ---- | ---- | ---- | --- | --- | --- | --- | --- |
| 2007–08  | LA Lakers  | 22  | 0  | 7.8  | .491 | .333 | .679 | 1.0 | 0.8 | 0.3 | 0.0 | 3.3 |
| 2007–08  | Memphis    | 28  | 0  | 18.1 | .400 | .265 | .697 | 3.2 | 1.2 | 0.1 | 0.4 | 7.4 |
| 2008–09  | Memphis    | 7   | 0  | 6.3  | .460 | .000 | .455 | 0.9 | 0.7 | 0.0 | 0.1 | 2.7 |
| 2008–09  | Washington | 56  | 10 | 20.2 | .459 | .143 | .593 | 2.9 | 2.6 | 0.1 | 0.7 | 5.3 |
| Carreira | Carreira   | 113 | 10 | 16.4 | .442 | .231 | .638 | 2.4 | 1.8 | 0.5 | 0.1 | 5.3 |